# The Nice House
The Nice House... est une série de bande dessinée américaine d'anthologie scénarisée par James Tynion IV et dessinée par Álvaro Martínez Bueno.
La première série, The Nice House on the Lake, est publiée entre 2021 et 2022 par DC Comics. La version française est publiée par Urban Comics. Elle remporte quatre Prix Eisner entre 2022 et 2023 et le Prix de la série du festival d'Angoulême 2024.
En 2024, Tynion annonce une nouvelle série, The Nice House by the Sea, pour une sortie la même année.

## Genèse
James Tynion IV a l'idée de Nice House quelques années avant sa réalisation. Lorsque son éditeur, Chris Conroy, prend la direction de DC Black Label à l'arrêt de Vertigo, le scénariste, sous contrat d'exclusivité mais publiant en Creator Owned (conservant la propriété de ses œuvres), lui propose un pitch de deux pages qui est immédiatement accepté.
Le scénario est proposé à Álvaro Martínez Bueno qui passe au dessin numérique sur cette série, ce qui lui permet d'être son propre encreur et d'utiliser un style plus proche de la peinture. Les deux auteurs avaient déjà travaillé ensemble auparavant sur Batman Eternal entre 2014 et 2015.

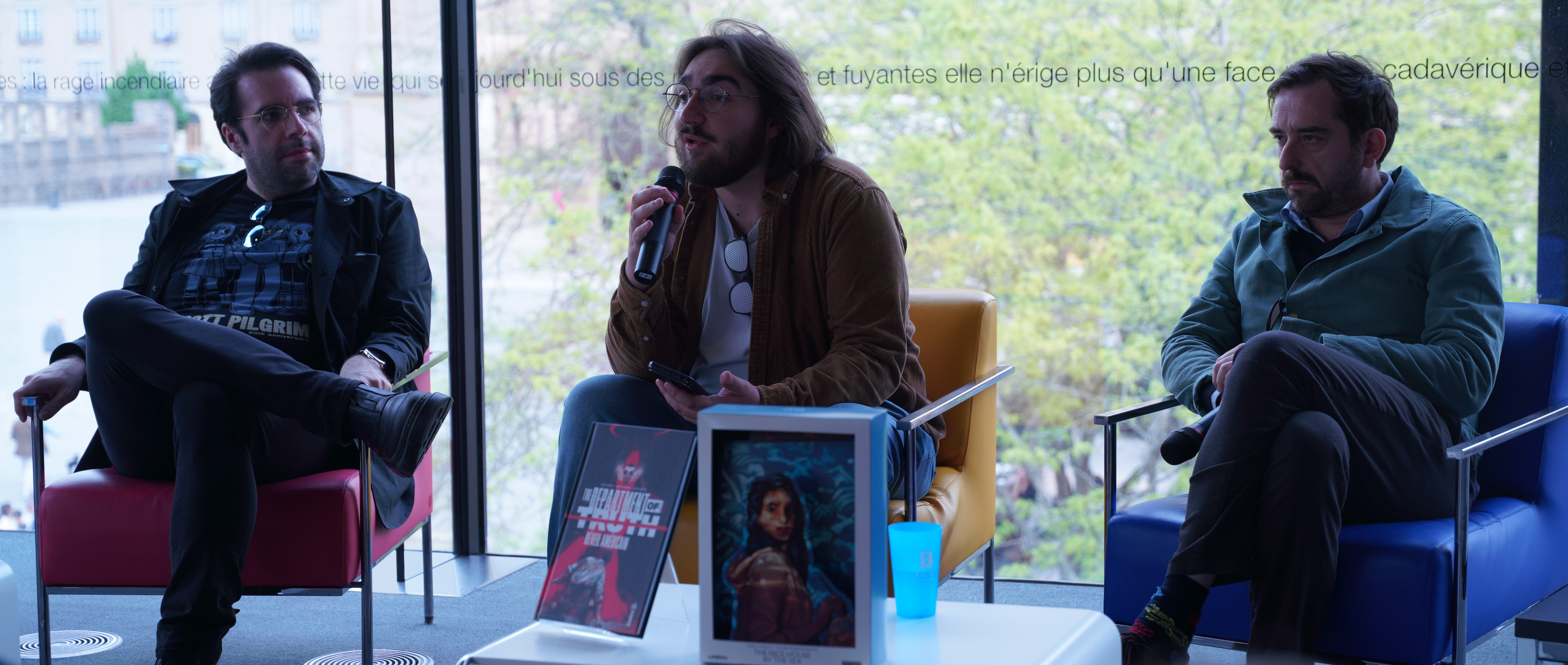
Les auteurs lors de la promotion de The Nice House by the Sea, avril 2025.

Tynion invoque notamment un de ses films préféré, Les Nerfs à vif de Martin Scorcese, ainsi que Sandman de Neil Gaiman concernant la tonalité générale de l'œuvre, en plus de l'influence de Stephen King, Clive Barker et John Carpenter pour l'atmosphère horrifique et de suspense.

« L'idée centrale que j'avais envie de développer, c'était la tension qui naît du fait de vivre confortablement dans un monde qui s'écroule autour de vous. Je pense que c'est quelque chose que nous vivons tous dans notre monde moderne. »

La série est annoncée le 11 mars 2021.
En 2024, Tynion annonce une nouvelle série, The Nice House by the Sea, pour le 24 juillet 2024.

## Publication

### Publications originales
| Titre                                      | Numéros rassemblés               | Format          | Date de publication | ISBN                  |
| ------------------------------------------ | -------------------------------- | --------------- | ------------------- | --------------------- |
| The Nice House on the Lake: Volume 1       | The Nice House on the Lake #1–6  | Trade paperback | 1er mars 2022       | (ISBN 978-1779514349) |
| The Nice House on the Lake: Volume 2       | The Nice House on the Lake #7-12 | Trade paperback | 7 mars 2023         | (ISBN 978-1779517401) |
| The Nice House on the Lake: Deluxe Edition | The Nice House on the Lake #1–12 | Hardcover       | 24 octobre 2023     | (ISBN 978-1779521576) |

### Publications françaises
- The Nice House on the Lake, Urban Comics :

1. Tome 1, 3 février 2023  (ISBN 979-10-26827-88-7)
2. Tome 2, 31 mars 2023  (ISBN 979-10-26825-02-9)
  - Intégrale, 6 octobre 2023  (ISBN 979-10-26827-08-5)

## Nominations et récompenses
| Année | Organisation         | Prix                                                                 | Résultat   | Référence |
| ----- | -------------------- | -------------------------------------------------------------------- | ---------- | --------- |
| 2022  | Prix Harvey          | Livre de l'année                                                     | Nomination | [ 6 ]     |
| 2022  | Prix Eisner          | Meilleure nouvelle série                                             | Lauréat    | [ 7 ]     |
| 2022  | Prix Eisner          | Meilleur scénariste                                                  | Lauréat    | [ 7 ]     |
| 2023  | Prix Eisner          | Meilleur scénariste                                                  | Lauréat    | [ 8 ]     |
| 2023  | Prix Eisner          | Meilleure série                                                      | Nomination | [ 8 ]     |
| 2023  | Prix Eisner          | Meilleur dessinateur/encreur ou meilleure équipe dessinateur/encreur | Nomination | [ 8 ]     |
| 2023  | Prix Eisner          | Meilleur encreur                                                     | Lauréat    | [ 8 ]     |
| 2023  | GLAAD Media Awards   | Outstanding Comic Book                                               | Nomination | [ 9 ]     |
| 2024  | Festival d'Angoulême | Prix de la série                                                     | Lauréat    | [ 10 ]    |